# العلاقات الآيسلندية الفنزويلية
العلاقات الآيسلندية الفنزويلية هي العلاقات الثنائية التي تجمع بين آيسلندا وفنزويلا.

## مقارنة بين البلدين
هذه مقارنة عامة ومرجعية للدولتين:
| وجه المقارنة                                              | آيسلندا          | فنزويلا                                  |
| --------------------------------------------------------- | ---------------- | ---------------------------------------- |
| المساحة (كم2)                                             | 103.00 ألف       | 916.45 ألف                               |
| عدد السكان (نسمة)                                         | 317.35 ألف       | 28.87 مليون                              |
| الكثافة السكانية (ن./كم²)                                 | 3.08             | 31.5                                     |
| العاصمة                                                   | ريكيافيك         | كاراكاس                                  |
| اللغة الرسمية                                             | اللغة الآيسلندية | اللغة الإسبانية، لغة الإشارة الفنزويلية ‏ |
| العملة                                                    | كرونة آيسلندية   | بوليفار فنزويلي                          |
| الناتج المحلي الإجمالي (بليون دولار)                      | 23.91 مليار      | 482.36 مليار                             |
| الناتج المحلي الإجمالي (تعادل القوة الشرائية) بليون دولار | 15.79 مليار      |                                          |
| الناتج المحلي الإجمالي الاسمي للفرد دولار أمريكي          | 50.17 ألف        |                                          |
| الناتج المحلي الإجمالي للفرد دولار أمريكي                 | 46.55 ألف        |                                          |
| مؤشر التنمية البشرية                                      | 0.899            | 0.762                                    |
| رمز المكالمات الدولي                                      | +354             | +58                                      |
| رمز الإنترنت                                              | .is              | .ve                                      |
| المنطقة الزمنية                                           | 00، أوروبا/لندن ‏ | 00                                       |

## منظمات دولية مشتركة
يشترك البلدان في عضوية مجموعة من المنظمات الدولية، منها:
| علم المنظمة | اسم المنظمة                        | تاريخ انضمام آيسلندا | تاريخ انضمام فنزويلا |
| ----------- | ---------------------------------- | -------------------- | -------------------- |
|             | الاتحاد البريدي العالمي            | ?                    | ?                    |
|             | البنك الدولي للإنشاء والتعمير      | 27 ديسمبر 1945       | 30 ديسمبر 1946       |
|             | منظمة التجارة العالمية             | ?                    | ?                    |
|             | يونسكو                             | 8 يونيو 1964         | 25 نوفمبر 1946       |
|             | المنظمة الهيدروغرافية الدولية      | ?                    | ?                    |
|             | وكالة ضمان الاستثمار متعدد الأطراف | 25 سبتمبر 1998       | 9 مايو 1994          |
|             | منظمة حظر الأسلحة الكيميائية       | ?                    | ?                    |
|             | منظمة الشرطة الجنائية الدولية      | ?                    | ?                    |
|             | مؤسسة التمويل الدولية              | 20 يوليو 1956        | 28 ديسمبر 1956       |
|             | الأمم المتحدة                      | 19 نوفمبر 1946       | 15 نوفمبر 1945       |
|             | الاتحاد الدولي للاتصالات           | 1 أكتوبر 1906        | 13 أغسطس 1920        |

## وصلات خارجية
- موقع وزارة الخارجية الآيسلندية
- موقع وزارة الخارجية الفنزويلية